# Sabina Meyer
Sabina Meyer (* 1969 in Zürich) ist eine aus der Schweiz stammende, in Italien lebende Sängerin, die auf dem Gebiet des Jazz und der Improvisationsmusik sowie der Neuen Musik und der Barockmusik aktiv ist.
Meyer kam 1988 nach Italien und studierte an der Universität Bologna Anthropologie und Musikwissenschaft. Sie nahm
Gesangsunterricht bei Gabriella Bartolomei und Michiko Hirayama. Seit Mitte der 1990er Jahre ist sie als Interpretin und Komponistin auf dem Gebiet der Neuen und Improvisationsmusik aktiv.
Meyer arbeitete u. a. mit Elio Martusciello, Tristan Honsinger, Ig Henneman, Marco Angius, Roberto Abbondanza, Michel van Goethem, Gianni Trovalusci, Filippo Monico, Alberto Braida, Nino Locatelli, Mike Cooper, Paed Conca, Ab Baars, Roberto Bellatalla, Alvin Curran, Paul Lovens, Eugenio Colombo, Michael Thieke und Walter Prati zusammen.
Mit Daniela Cattivelli gründete sie in Bologna das Duo Antenata. Die Gruppe, die bald zum Sextett anwuchs, widmete sich der Vertonung der Gedichte von Lyrikerinnen wie Ingeborg Bachmann, Patrizia Cavalli, Marina Cvetaeva, Meret Oppenheim, Sylvia Plath, Anne Sexton, Patrizia Valduga und Simone Weil. 2005 erschien ihr Album AnteNata (mit Angelo Berardi, Pierangelo Galantino, Fabrizio Spera und Aleksandar Zaric).
Mit der Gruppe Viktoria Frey (Lauro Rossi, Fabrizio Puglisi, Fabrizio Spera) interpretiert Meyer Songs von Hanns Eisler; das Duo Cabaret per Nulla (mit Marco Dalpane) widmet sich der Musik von Erik Satie und John Cage. Im Duo mit Marianne Schuppe führt sie als Two Voices Vokalwerke von Giacinto Scelsi auf.
Mit Hans Koch, Paed Conca und Fabrizio Spera bildet Meyer ein Improvisationsquartett, mit Gak Sato und Vincenzo Vasi die Gruppe Etherguys für Theremin und elektronische Musik. Mit dem Lemuri-Quartet (mit Alberto Braida, Michael Thieke und Fabrizio Spera) führte sie eigene Lyrikvertonungen auf, mit der Gruppe La Zona widmet sie sich dem Tanztheater, mit prasata singt sie jiddische Lieder.

## Diskografie
- Dire Gelt-Klezmer Songs, 1996
- Hot Azoi, 1999
- Trio Purushka. E sulla terra faremo libertà, 1998
- Rot by Domenico Guaccero, 2004
- Rasa Meyer-Tedeschi-Trovalusci, 2005
- Antenata, 2005
- Cruelly Coy
- Moodswing 3: Hans Koch, Paul Lovens, Sabina Meyer: Wegen Meines Beines (Rai Trade, 2010)